# Walter Coblenz
Walter R. Coblenz (* 15. August 1928 in Glogau, Provinz Niederschlesien; † 16. März 2022 in Los Angeles) war ein US-amerikanischer Filmproduzent.

## Leben
Nachdem Walter Coblenz 1969 mit dem Sportdrama Schussfahrt erstmals als Produktionsmanager tätig gewesen war, waren es Filme wie Bill McKay – Der Kandidat, Endlich wieder 18 und insbesondere auch Die Unbestechlichen, für die er später Bekanntheit erlangte. Für letzteren wurde er 1977 mit einer Oscarnominierung für den Besten Film bedacht.
Coblenz war ebenfalls Vizepräsident für Filmproduktion bei TriStar Pictures und bei Carolco Pictures.

## Filmografie (Auswahl)
- 1969: Schußfahrt (Downhill Racer) (Produktionsmanager)
- 1972: Bill McKay – Der Kandidat (The Candidate)
- 1976: Die Unbestechlichen (All the President’s Men)
- 1979: Mord im Zwiebelfeld (The Onion Field)
- 1981: Die Legende vom einsamen Ranger (The Legend Of The Lone Ranger)
- 1983: Das Geheimnis von Centreville (Strange Invaders)
- 1986: SpaceCamp
- 1987: Sister, Sister (Sister, Sister)
- 1988: Endlich wieder 18 (18 Again!)
- 1988: Maybe Baby – Am Anfang war der Klapperstorch (For Keeps?)
- 1992: The Babe – Ein amerikanischer Traum (The Babe)
- 1993: Jack Reed – Unter Mordverdacht (Jack Reed: Badge of Honor)
- 1995: Hilferuf aus den Flammen (Not Our Son)
- 1997: Money Talks – Geld stinkt nicht (Money Talks)

## Auszeichnungen
Oscar
- 1977: Nominierung für den Besten Film mit Die Unbestechlichen

Goldene Himbeere
- 1983: Nominierung für den Schlechtesten Film mit Die Legende vom einsamen Ranger